# Попова Лука
42°55′ пн. ш. 17°25′ сх. д. / 42.91° пн. ш. 17.42° сх. д.
Попова Лука (хорв. Popova Luka) — населений пункт у Хорватії, у Дубровницько-Неретванській жупанії у складі громади Яніна.

## Населення
Населення за даними перепису 2011 року становило 27 осіб.
Динаміка чисельності населення поселення: